# Robin Stjernberg

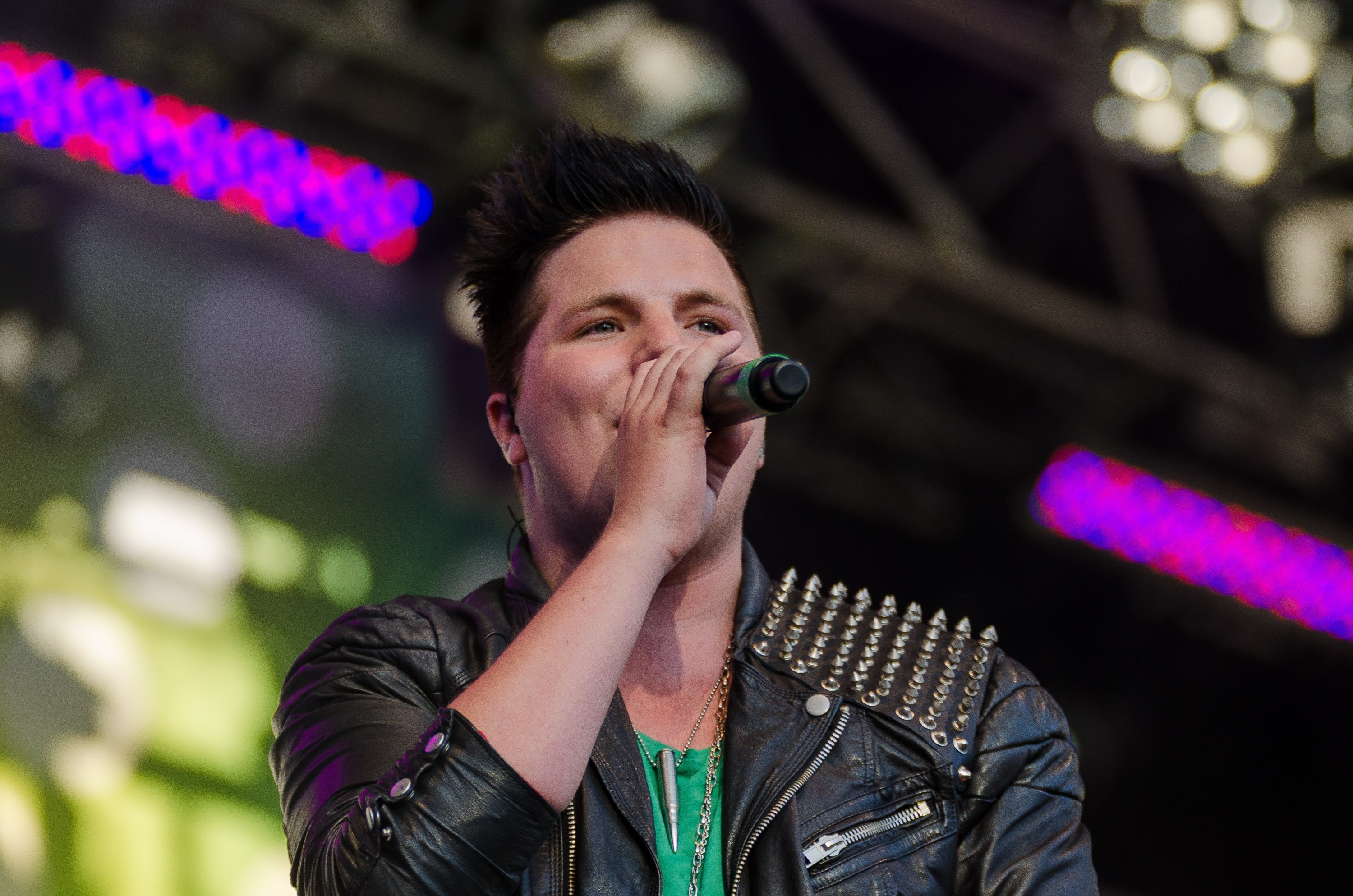
Robin Stjernberg in 2012.

Robin James Olof Stjernberg (Hässleholm, 22 februari 1991) is een Zweedse zanger.

## Biografie
Stjernberg raakte in 2006 bekend bij het grote publiek door zijn overwinning in Sommarchansen, de oudste Zweedse talentenjacht. Een jaar later nam hij deel aan een selectie voor de vorming van een nieuwe boysband. Stjernberg was een van de vier geselecteerden, naast Eric Saade, Ludde Keijser en Johan Yngvesson. De band kreeg de naam What's Up!. De single Go girl haalde de vijfde plaats in Sverigetopplistan.
In 2011 wilde Stjernberg zijn solocarrière een nieuwe impuls geven door zijn deelname aan Idool. Hij haalde de finale, maar moest uiteindelijk de duimen leggen voor Amanda Fondell. Hij haalde 48 % van de stemmen, tegenover 52 % voor Fondell. In januari 2012 bracht hij zijn eerste album uit, dat meteen de eerste plaats bereikte in de Zweedse albumcharts.
In 2013 nam Robin Stjernberg deel aan Melodifestivalen, de immens populaire Zweedse preselectie voor het Eurovisiesongfestival. Met het nummer You kon hij zich niet rechtstreeks plaatsen voor de finale, maar via de tweedekansronde mocht hij toch door naar de grote finale. Daarin haalde hij het uiteindelijk onder andere van Yohio en Ulrik Munther. Hiermee was Stjernberg de eerste artiest die Melodifestivalen wist te winnen via de tweedekansronde. In mei mocht hij zijn vaderland vertegenwoordigen op het Eurovisiesongfestival 2013, dat bovendien in eigen land georganiseerd werd, in Malmö. Hij haalde er de veertiende plaats.

## Discografie

### Singles
| Single met eventuele hitnotering(en) in de Nederlandse Top 40 | Datum van verschijnen | Datum van binnenkomst | Hoogste positie | Aantal weken | Opmerkingen                 |
| ------------------------------------------------------------- | --------------------- | --------------------- | --------------- | ------------ | --------------------------- |
| You                                                           | 2013                  | -                     |                 |              | Nr. 42 in de Single Top 100 |

| Single met hitnotering(en) in de Vlaamse Ultratop 50 | Datum van verschijnen | Datum van binnenkomst | Hoogste positie | Aantal weken | Opmerkingen |
| ---------------------------------------------------- | --------------------- | --------------------- | --------------- | ------------ | ----------- |
| You                                                  | 2013                  | 25-05-2013            | tip53           | -            |             |

1958: Alice Babs · 
1959: Brita Borg · 
1960: Siw Malmkvist · 
1961: Lill-Babs · 
1962: Inger Berggren · 
1963: Monica Zetterlund · 
1965: Ingvar Wixell · 
1966: Lill Lindfors & Svante Thuresson · 
1967: Östen Warnerbring · 
1968: Claes-Göran Hederström · 
1969: Tommy Körberg · 
1971: Family Four · 
1972: Family Four · 
1973: Nova · 
1974: ABBA · 
1975: Lasse Berghagen · 
1977: Forbes · 
1978: Björn Skifs · 
1979: Ted Gärdestad · 
1980: Tomas Ledin · 
1981: Björn Skifs · 
1982: Chips · 
1983: Carola · 
1984: Herreys · 
1985: Kikki Danielsson · 
1986: Lasse Holm & Monica Törnell · 
1987: Lotta Engberg · 
1988: Tommy Körberg · 
1989: Tommy Nilsson · 
1990: Edin-Ådahl · 
1991: Carola · 
1992: Christer Björkman · 
1993: Arvingarna · 
1994: Marie Bergman & Roger Pontare · 
1995: Jan Johansen · 
1996: One More Time · 
1997: Blond · 
1998: Jill Johnson · 
1999: Charlotte Nilsson · 
2000: Roger Pontare · 
2001: Friends · 
2002: Afro-Dite · 
2003: Fame · 
2004: Lena Philipsson · 
2005: Martin Stenmarck · 
2006: Carola · 
2007: The Ark · 
2008: Charlotte Perrelli · 
2009: Malena Ernman · 
2010: Anna Bergendahl · 
2011: Eric Saade · 
2012: Loreen · 
2013: Robin Stjernberg · 
2014: Sanna Nielsen · 
2015: Måns Zelmerlöw · 
2016: Frans · 
2017: Robin Bengtsson · 
2018: Benjamin Ingrosso · 
2019: John Lundvik · 
2021: Tusse · 
2022: Cornelia Jakobs · 
2023: Loreen · 
2024: Marcus & Martinus · 
2025: KAJ